# Episodi di Luthi e Blanc (prima stagione)
La prima stagione della serie televisiva Luthi e Blanc è stata trasmessa in anteprima in Svizzera da SF 1 tra il 10 ottobre 1999 e il 26 marzo 2000.
| nº | Titolo originale   | Titolo italiano | Prima TV Svizzera | Prima TV Italia |
| -- | ------------------ | --------------- | ----------------- | --------------- |
| 1  | Johannas Heimkehr  |                 | 10 ottobre 1999   |                 |
| 2  | Der neue Schwarm   |                 | 10 ottobre 1999   |                 |
| 3  | Das Geschenk       |                 | 17 ottobre 1999   |                 |
| 4  | Adel verpflichtet  |                 | 24 ottobre 1999   |                 |
| 5  | Der Strohmann      |                 | 31 ottobre 1999   |                 |
| 6  | Termin in Paris    |                 | 7 novembre 1999   |                 |
| 7  | Notfall            |                 | 14 novembre 1999  |                 |
| 8  | Die Entscheidung   |                 | 21 novembre 1999  |                 |
| 9  | Fricks Preis       |                 | 28 novembre 1999  |                 |
| 10 | Die heiße Spur     |                 | 5 dicembre 1999   |                 |
| 11 | Bauernopfer        |                 | 12 dicembre 1999  |                 |
| 12 | Der Verdacht       |                 | 19 dicembre 1999  |                 |
| 13 | Frohe Weihnacht    |                 | 26 dicembre 1999  |                 |
| 14 | Steve sieht rot    |                 | 2 gennaio 2000    |                 |
| 15 | Der neue Job       |                 | 9 gennaio 2000    |                 |
| 16 | Die Abreise        |                 | 16 gennaio 2000   |                 |
| 17 | Der Schock         |                 | 23 gennaio 2000   |                 |
| 18 | Miranda            |                 | 30 gennaio 1999   |                 |
| 19 | Eine heile Familie |                 | 6 febbraio 2000   |                 |
| 20 | Lucky macht ernst  |                 | 13 febbraio 2000  |                 |
| 21 | In letzter Minute  |                 | 20 febbraio 2000  |                 |
| 22 | Die beste Medizin  |                 | 27 febbraio 2000  |                 |
| 23 | Tessiner Fest      |                 | 5 marzo 2000      |                 |
| 24 | Der Vater          |                 | 12 marzo 2000     |                 |
| 25 | Martins Geheimnis  |                 | 19 marzo 2000     |                 |
| 26 | Krieg              |                 | 26 marzo 2000     |                 |